# Проломник Козо-Полянского
Проло́мник Козо́-Поля́нского (лат. Andrósace koso-poljanskii) — вид травянистых растений из рода Проломник семейства Первоцветные (Primulaceae). Эндемик Среднерусской возвышенности. Занесён в Красную книгу России и Красную книгу Украины.

## Название
Вид назван в честь Бориса Михайловича Козо-Полянского (1890—1957), советского ботаника, основателя и директора Ботанического сада Воронежского государственного университета.

## Распространение и экология

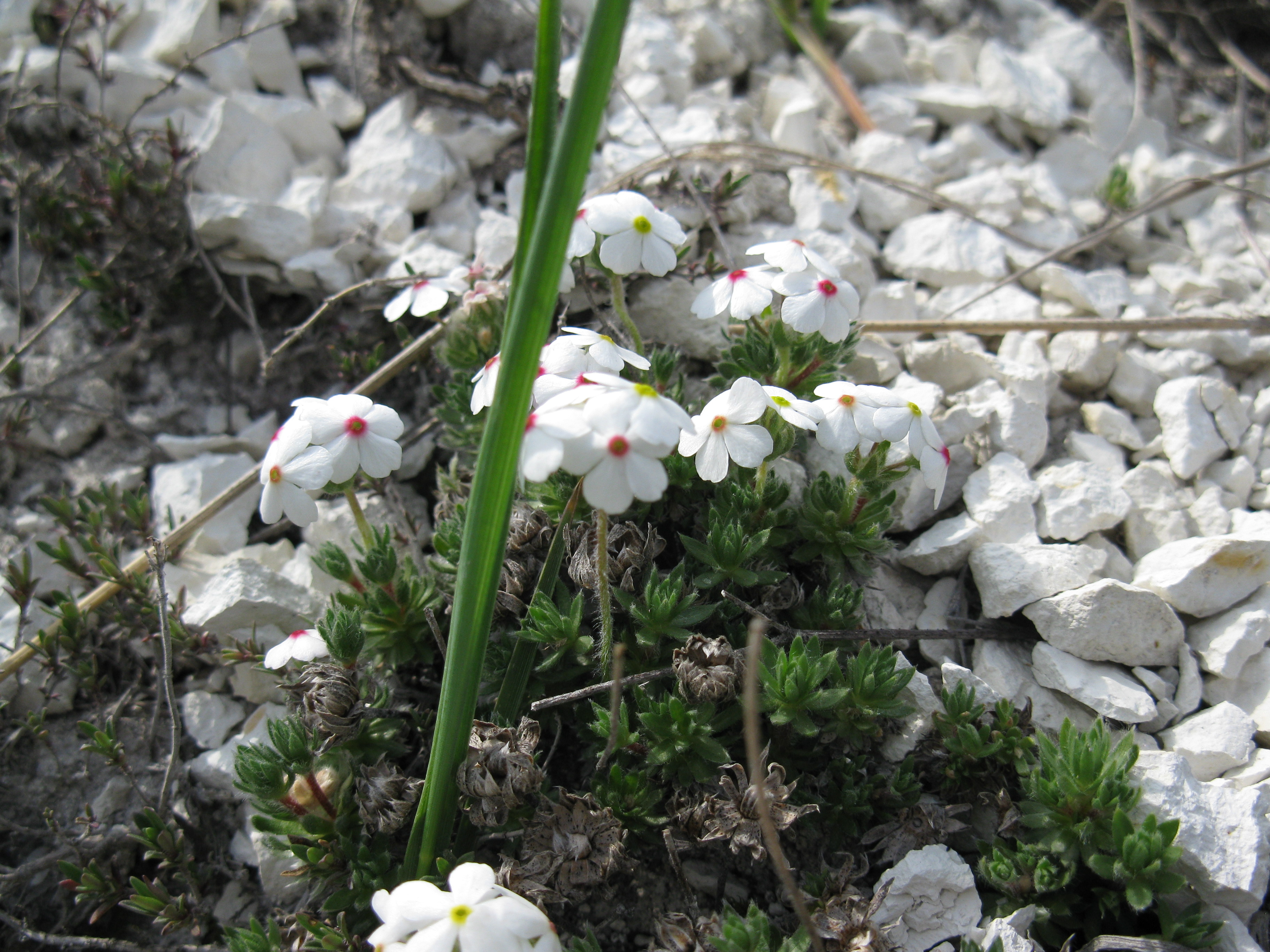
Проломник мохнатый на меловых отсыпях

В Российской Федерации встречается в Воронежской, Курской и Белгородской областях в бассейне правых притоков Среднего Дона, в верховьях Оскола и Северского Донца; кроме того, произрастает в Харьковской области. Растёт на вершинах и склонах меловых холмов, иногда в массе, обычно на открытых или полузадернованных участках, а также в каменистых степях с разреженным травянистым покровом.
Размножается семенами и вегетативно.

## Биологическое описание
Многолетник, образует крупные рыхлые дерновины с многочисленными розетками и стрелками. Отличается от других видов проломника более плотными многолистными розетками, несколько туповатыми, менее опушёнными и жестковатыми листьями с выдающейся снизу средней жилкой, стрелками почти шерстисто-волосистыми с длинными беловатыми почти поникающими волосками.
Наружные листья 5—6 мм длиной, до 2 мм шириной, линейные, сильно суженные к основанию, все по краю, снизу и наверху с длинными шелковисто-белыми волосками, а по краю, кроме того, с мягкими головчатыми волосками.
Цветоносы 2—3—7-цветковые, от 2—4 до 8—9 см длины. Цветёт обычно в мае—июне.